# Trški Vrh
Trški Vrh est un village de la municipalité de Krapina (comitat de Krapina-Zagorje) en Croatie, à 60 km au nord de Zagreb. Au recensement de 2011, le village comptait 399 habitants.

## Galerie

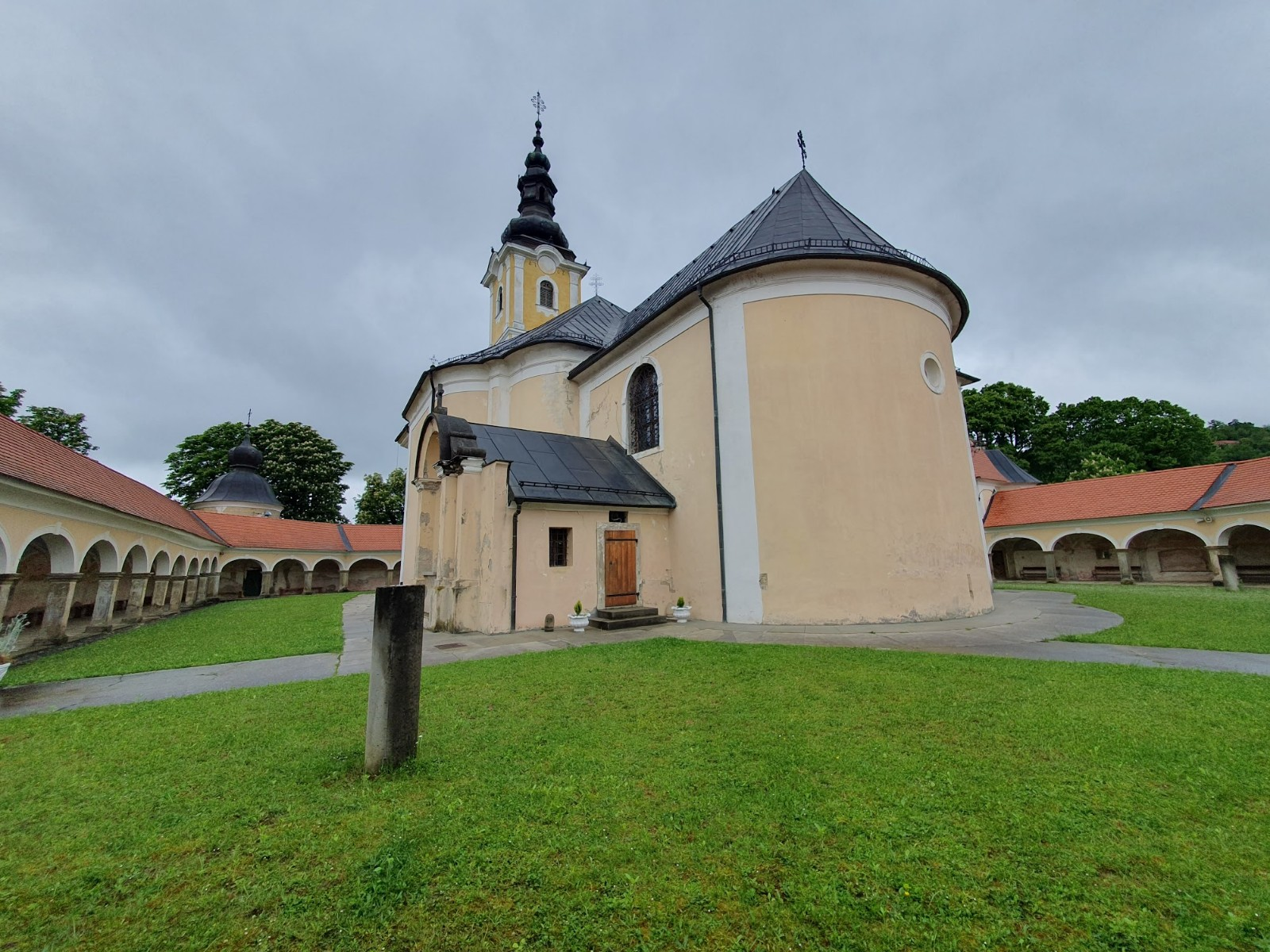
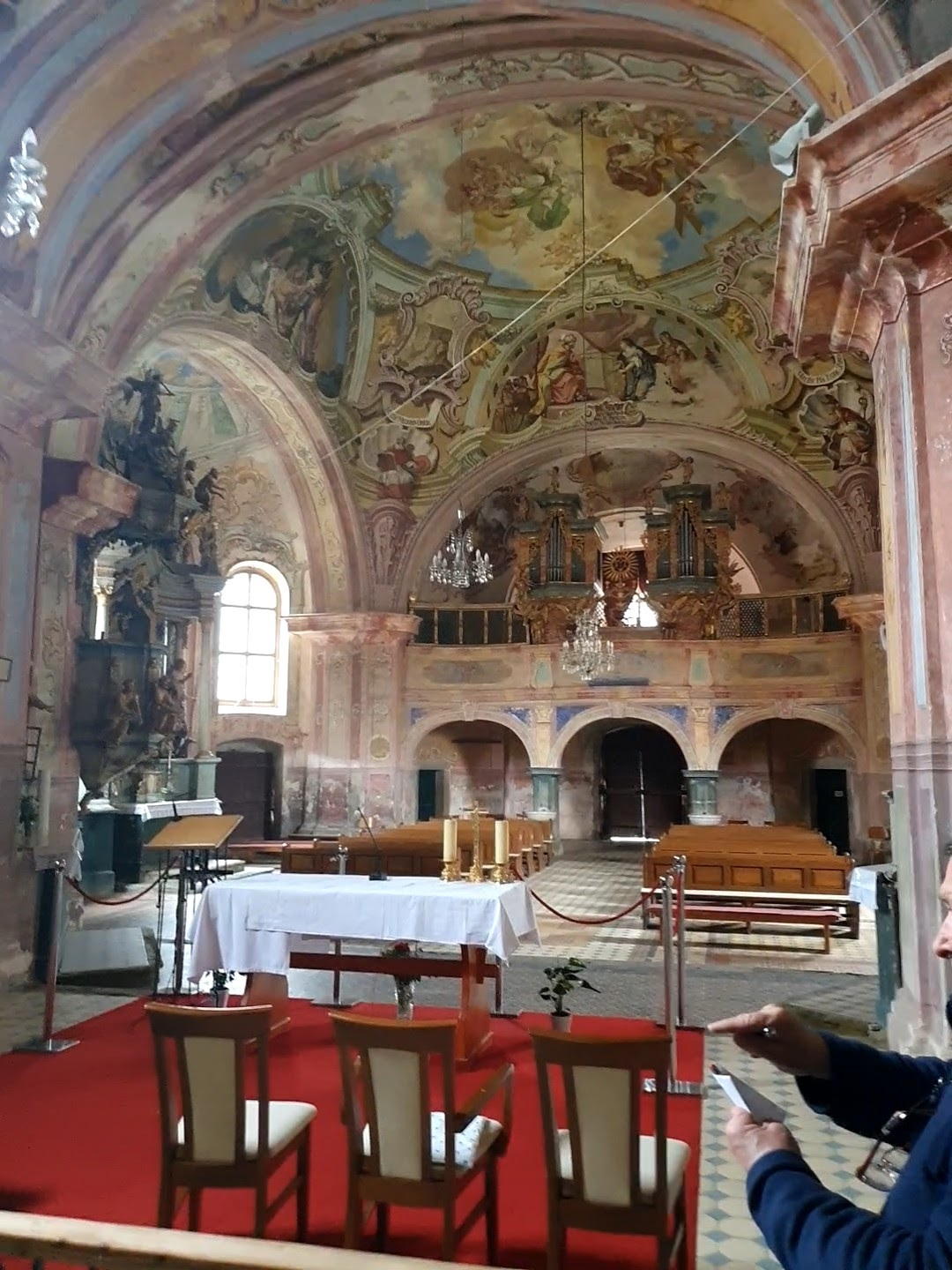
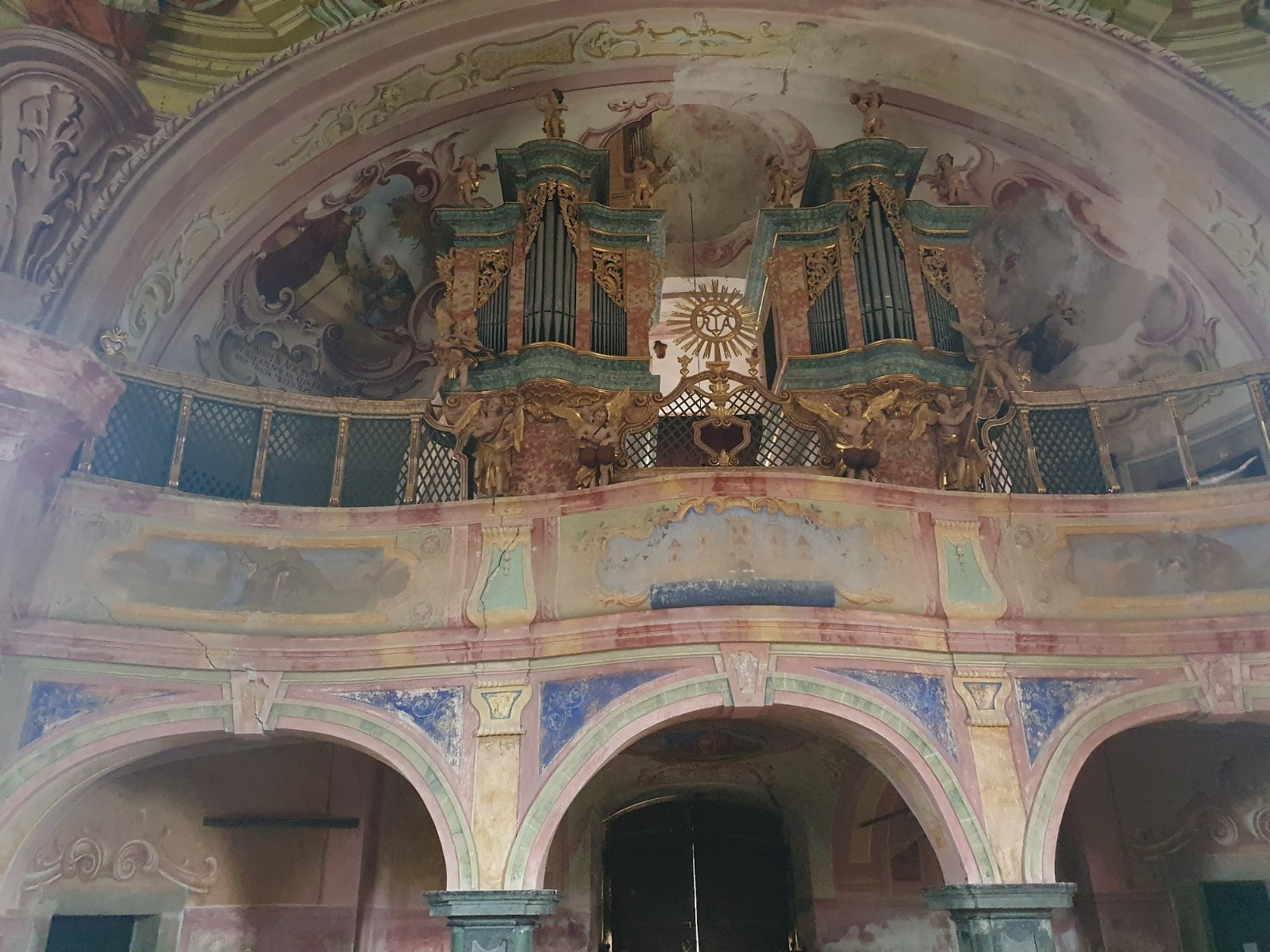
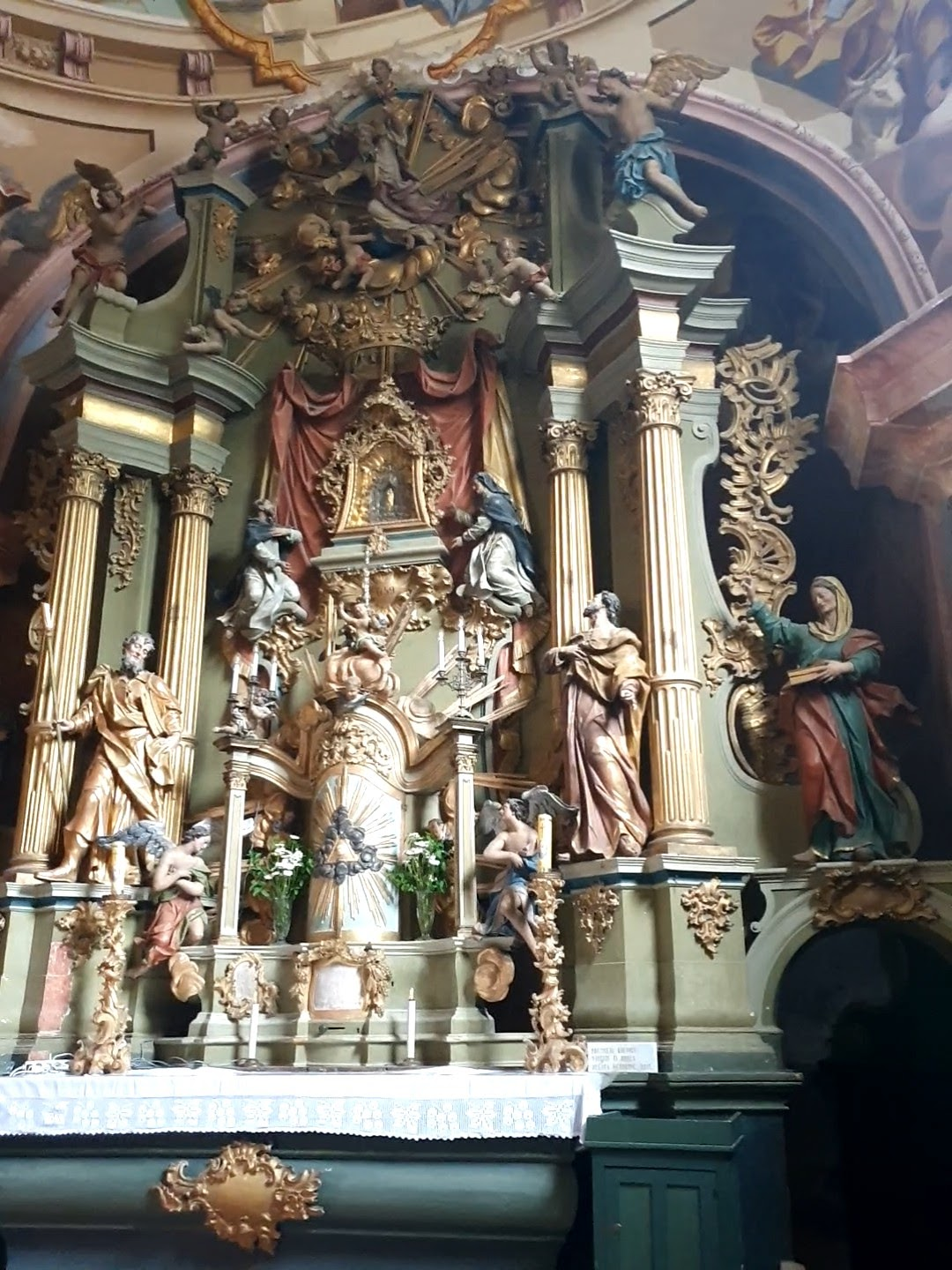
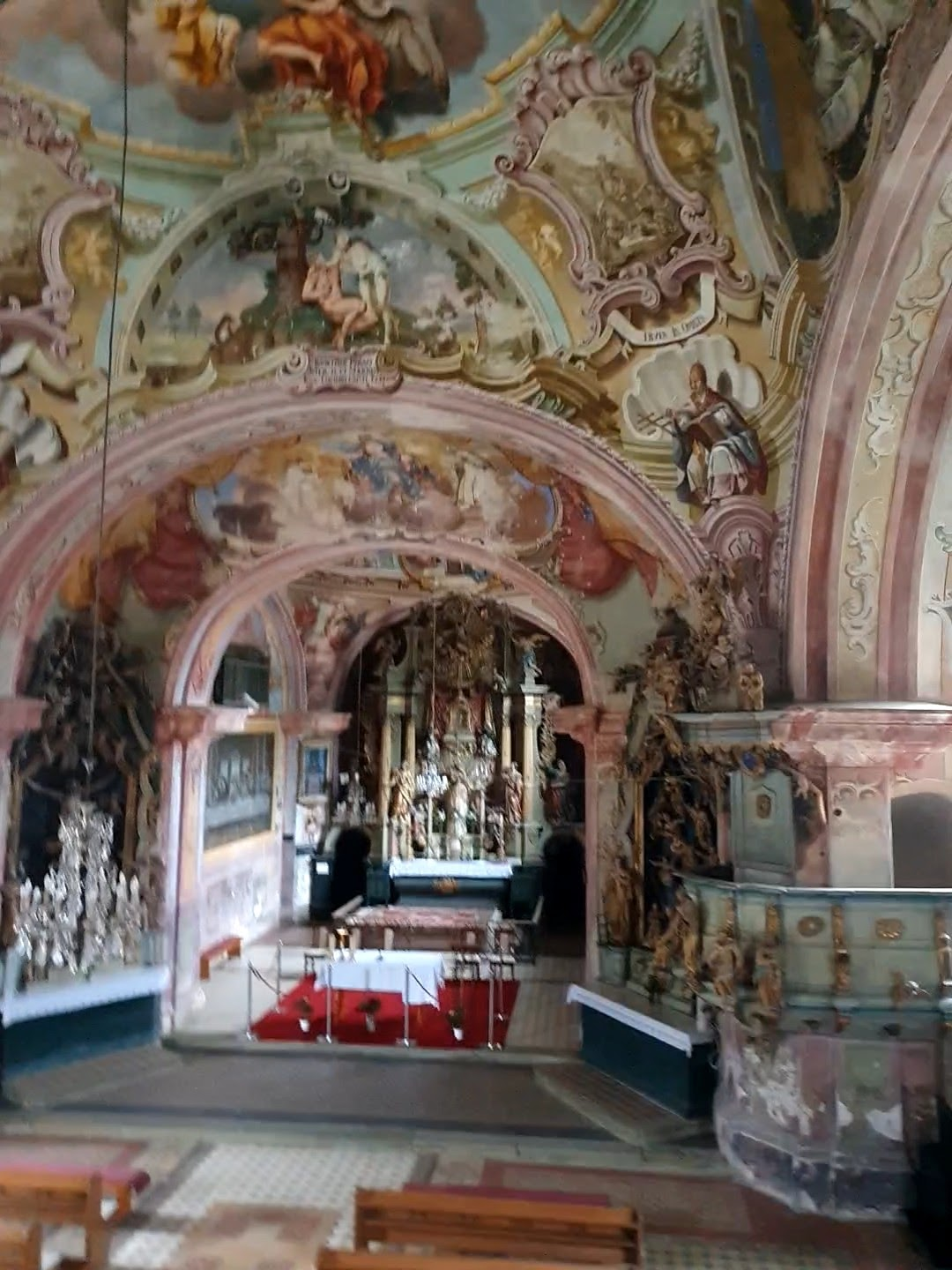